# النساء في منغوليا

تتمتع النساء المنغوليات بمكانة اجتماعية أعلى من النساء في العديد من المجتمعات الآسيوية الأخرى، لكنهن كنّ غير قادرات على رعي الماشية وربما الخيل أيضاً. 

## الوضع التقليدي للمرأة المنغولية
تتمتع المرأة المنغولية تاريخيا بمكانة أعلى إلى حد ما من النساء في ثقافات شرق آسيا الأخرى. لعبت النساء في منغوليا أدوارًا حيوية داخل الأسرة وفي الحياة الاقتصادية. كان لدى بعض النساء (النخبة) مزيدًا من الفرص أكثر من النساء الفقيرات، ولكن أسلوب الحياة المتطلب يتطلب من جميع النساء العمل. يتحمل كل فرد من أفراد الأسرة مسؤوليات، ومع ذلك فإن مسؤوليات النساء تميل إلى أن تكون أكبر بكثير. في العديد من الثقافات، كان من المتوقع أن تقوم النساء بالواجبات المنزلية والأسرية والمعيشية، ولكن النساء في منغوليا تمكنن أيضًا من الخروج من المنزل مثل رعاية الحيوانات، وتصنيع منتجات الألبان، وغزل الصوف، والدباغة جلود . من خلال عملهن الأسري، تمكنت النساء في صفوف النخبة من المجتمع من تعزيز أدوارهن لكسب قدر كبير من السلطة. أولئك الأقل حظاً لم يتمكنوا من الاستفادة من عملهمن المنزلي. عندما انهارت إمبراطورية المغول، لم تكن النساء الفقيرات في المجتمع قادريات على الحصول على أي نوع من الرعاية الصحية المناسبة أو أي فرصة للتعليم والترفيه.
عادةً ما كانت النساء البدو في منغوليا هم المسؤولون عن جمع دلاء الماء، وطهي وجبات الطعام للأسرة، والحفاظ على صحة الماشية، وجمع الحطب من أجل الحرائق، والتمريض وتربية الأطفال، وصناعة الملابس، والحفاظ عمومًا على جميع الشؤون المنزلية بالترتيب.

## الجمهورية المنغوليا الشعبية
جمهورية منغوليا الشعبية هي فترة التاريخ المنغولية التي كانت موجودة بين عامي 1924 و 1992 كدولة اشتراكية موحدة ذات سيادة في شرق آسيا. كان يحكمها الحزب الثوري الشعبي المنغولي وحافظ على روابط وثيقة مع الاتحاد السوفيتي طوال تاريخه.
خلال هذه الفترة، حصلت النساء في منغوليا على حقوق قانونية متساوية. كان لديهم مشاركة عالمية في جميع مستويات التعليم. في عام 1985، كانت 63 ٪ من الطلاب في مؤسسات التعليم العالي من النساء إلى جانب 58 ٪ من الطلاب في المدارس الثانوية. خلال الإطار الزمني، كان هناك 51٪ من العاملات و 49٪ من الذكور.
بدأت النساء المتعلمات بالتدريس وتحمل المسؤولية في قسم الطب في عام 1979. كان كلاهما يُعتقد عمومًا أنهما مجالات أكبر من الإناث، وأكثر من 60٪ من جميع الأطباء من الإناث. كان التعليم في الغالب وظيفة نسائية حيث كان 67٪ من جميع المعلمين في المدارس العامة و 33٪ من المعلمين في مدارس التعليم العالي. على الرغم من وجود مساواة قانونية رسمية، كما هو الحال في الدول الاشتراكية الأخرى، بقيت المرأة الفعلية خاضعة للرجل.

## الزواج

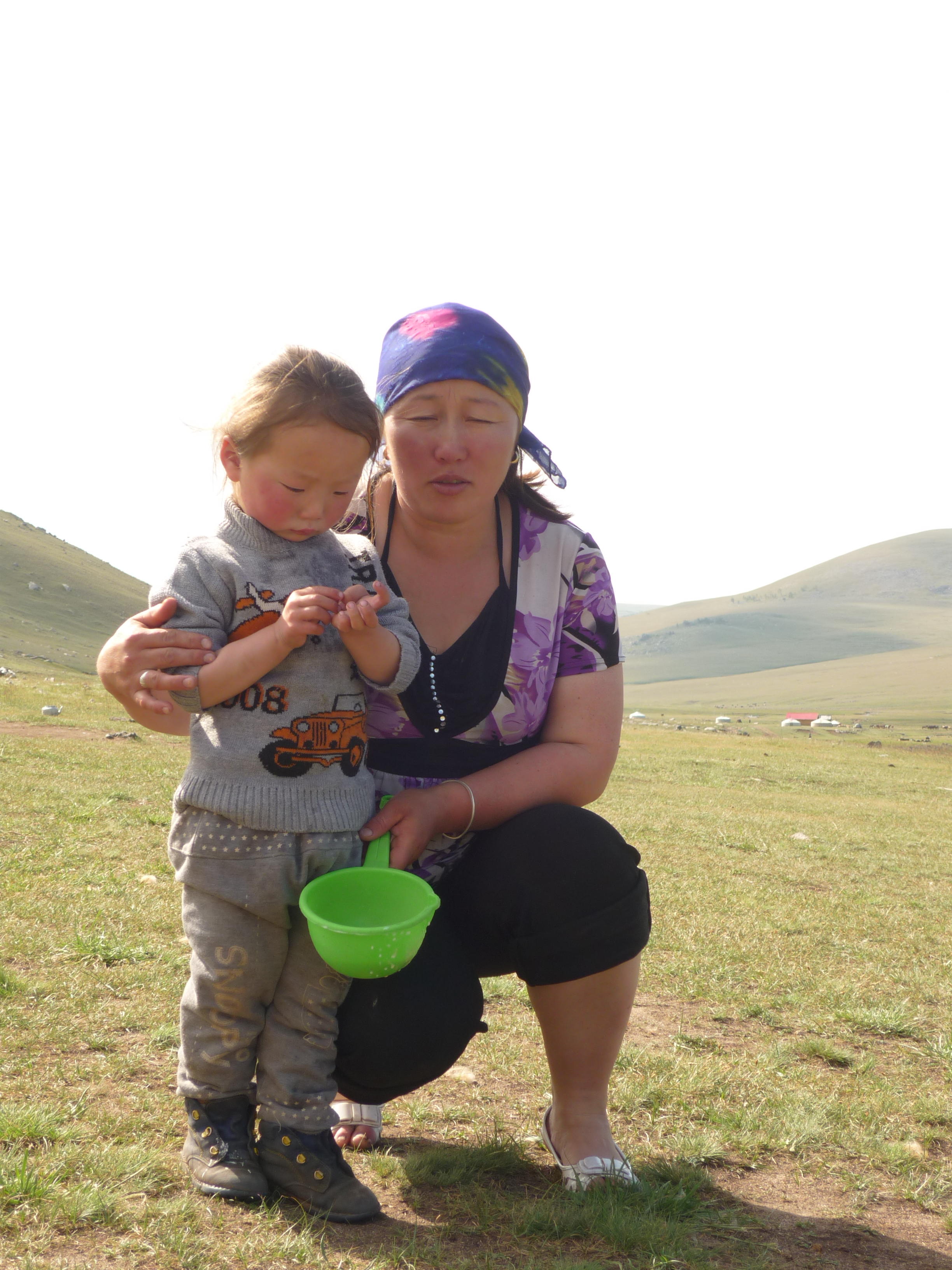
امرأة منغولية مع طفلها

حفلات الزفاف في منغوليا هي واحدة من أكثر الأيام تأثيرا في حياة الرجل والمرأة معا. حفلات الزفاف والولادات أو الوفيات هي الأحداث التي يحتفل بها والأكثر أهمية. في الماضي، يوضح التاريخ أن النساء المنغوليات كن متزوجات في كثير من الأحيان كنساء شابات تتراوح أعمارهن بين 13 و 14 عامًا. وغالبًا ما كان الفتيان يتزوجون أكبر من النساء قليلاً. في العصر الحديث، عادة ما يتزوج من لديهم أموال أقل من العشرينات في العمر، بينما يتزوج أولئك الذين يزداد عمرهم في وقت لاحق في العشرينات والثلاثينات من العمر. عادةً ما كان المنغوليون يرتبون الزيجات، وبمجرد زواج الرجل، لا يُسمح له بالزواج بعد ذلك. تمارس الزواج الأحادي. لا يعد التعارف شائعًا بالنسبة لأولئك الذين لديهم أموال أقل مثل الرعاة، ولكن تمارس ممارسة الجنس قبل الزواج. عندما تتزوج امرأة، من المتوقع أن تذهب وتعيش مع أسرة العريس. ومع ذلك، أصبحت الأسر النووية اليوم أكثر شيوعًا. عندما يتوفى زوج المرأة، فليس من غير الشائع لها أن تتزوج من شقيق زوجها. هذا تقليد منغولي قديم نادراً ما يمارس اليوم. عادة ما يكون زواج المنغوليين عقدًا؛ ترتيب لتلبية متطلبات كلتا العائلتين وليس الأحداث الدينية. العديد من الزيجات في منغوليا هي بين الأصدقاء أو زملاء العمل، وبهذه الطريقة تزوجت النساء في وضعهن الاجتماعي.

## حقوق الاستنساخ
تغيرت الشروط في عام 1921 عندما تم اعتبار النساء أكثر أهمية في النمو الاقتصادي للسكان. بدأت ثورة في ذلك العام بعزم على جلب المزيد من النساء إلى المجال العام. كانت هذه هي الخطوة الأولى في جهود الدولة لتعزيز النمو السكاني؛ تركيز قوي على قدرات المرأة الإنجابية. تم ضغط النساء على إنجاب أطفال متعددين كجزء من واجباتهم المدنية تجاه الدولة. 

## السياسة

### تاريخ الانتماء السياسي للمرأة
المواءمة السياسية في منغوليا بالنسبة للمرأة هي الاعتقاد بأن النساء يتعرضن للتمييز لأنهن نساء. تؤمن النساء أيضًا بأنه ليس لديهن شرعية تذكر عند مناقشة الشؤون السياسية مع الرجال. بالمعنى الأكثر تقليدية، في المجتمع البدوي، لم يُسمح للنساء بالمشاركة في المجال السياسي الرسمي لأن قراراتهم كانت مقصورة على الأسرة. انتهى التبعية من رجل إلى امرأة في منغوليا في عام 1921. وهذا منح المرأة حقوق المواطنة. كما منح الدستور الجديد حقوقًا متساوية لجميع مواطني منغوليا دون التركيز على الأصل أو الجنس أو الجنس أو المعتقدات. في عام 1924 ، تمكنت النساء المنغوليات من التصويت ومن المحتمل أن يتم انتخابهن رئيسًا. تأسس الاتحاد النسائي أيضًا بتمويل من الدولة نفسها، مما أتاح لعدد أكبر من النساء أن يصبحن أكثر نشاطًا في النظام السياسي. على الرغم من اتخاذ العديد من الإجراءات، لا يزال هناك الكثير مما يمكن قوله للمرأة في النظام السياسي والرغبة في المساواة التي ترغب في الحصول عليها وتستحقها في نهاية المطاف. 

## روابط خارجية
- Rossabi، Morris. "Women in Modern Mongolia". asiasociety.org. مانهاتن: جمعية آسيا. مؤرشف من الأصل في 2016-02-21. اطلع عليه بتاريخ 2015-07-05.
- Munkhbat، Naran؛ Paras، Robbie؛ Theunissen، Tirza (14 مايو 2014). "Advancing Women Business Leadership in Mongolia". asiafoundation.org. The Asia Foundation. مؤرشف من الأصل في 2016-03-03. اطلع عليه بتاريخ 2015-07-05.

1. ↑  "Table 4: Gender Inequality Index". United Nations Development Programme. اطلع عليه بتاريخ 2014-11-07.
2. ↑  "The Global Gender Gap Report 2013" (PDF). World Economic Forum. ص. 12–13.